# Какров
Ка́кров или Ко́крёв (нем. Kackrow; н.-луж. Kokrjow) — деревня в Нижней Лужице, Германия. Входит в состав коммуны Кольквиц района Шпре-Найсе в земле Бранденбург.

## География
Находится примерно в одиннадцати километрах юго-западнее Котбуса и десяти километрах на юго-восток от города Фечау при федеральной автомобильной трассе 15. В трёх километрах на север от деревни проходит федеральная дорога 49. Восточную границу деревни образует река Козельмюленфлис (Koselmühlenfließ).
Соседние населённые пункты: на севере — деревня Лимбарк, на северо-востоке — деревни Глинциг и Путголла, на востоке — деревня Гайнк, на северо-востоке — деревни Лёйтен и Кошендорф коммуны Дребкау, на юге — деревня Илльмерсдорф коммуны Дребкау, на западе — деревня Бродкойце и на северо-западе — деревня Ксишов.

## История
Впервые упоминается в 1446 году под наименованием Kackerow.
С 1972 по 1993 года входила в состав коммуны Кришов. С 1993 года входит в современную коммуну Кольквиц.
В настоящее время деревня входит в состав культурно-территориальной автономии «Лужицкая поселенческая область», на территории которой действуют законодательные акты земель Саксонии и Бранденбурга, содействующие сохранению лужицких языков и культуры лужичан.

## Население
Официальным языком в населённом пункте, помимо немецкого, является также нижнелужицкий язык.
Согласно статистическому сочинению «Dodawki k statisticy a etnografiji łužickich Serbow» Арношта Муки в 1884 году проживало 140 человек (из них — 136 серболужичан (97 %)).
Лужицкий демограф Арношт Черник в своём сочинении «Die Entwicklung der sorbischen Bevölkerung» указывает, что в 1956 году при общей численности в 145 человек серболужицкое население деревни составляло 7,6 % (из них нижнелужицким языком активно владело 9 человек, 2 — пассивно).
| 1875 | 1890 | 1910 | 1925 | 1939 | 1946 | 1950 | 1964 | 1971 | 2006 |
| ---- | ---- | ---- | ---- | ---- | ---- | ---- | ---- | ---- | ---- |
| 114  | 148  | 128  | 123  | 142  | 160  | 156  | 92   | 81   | 96   |